# Karl Sievers (General)
Karl Sievers (* 2. Januar 1892 in Lehrbach; † 9. November 1961 in Göttingen) war ein deutscher Generalleutnant der Wehrmacht im Zweiten Weltkrieg.

## Militärkarriere
Im Frühjahr 1912 trat Sievers als Fahnenjunker (Beförderung am 18. August 1912) in das 10. Rheinische Infanterie-Regiment Nr. 161 der Preußischen Armee ein und avancierte am 16. Juni 1913 zum Leutnant. Als solcher nahm er 1914/18 am Ersten Weltkrieg teil, stieg am 20. Juni 1918 zum Oberleutnant auf und wurde für sein Wirken mit beiden Klassen des Eisernen Kreuzes, der Hessischen Tapferkeitsmedaille und dem Krieger-Ehrenzeichen in Eisen sowie von den verbündeten Österreichern mit dem Militärverdienstkreuz III. Klasse mit Kriegsdekoration ausgezeichnet.
Nach dem Krieg wurde er später in die Reichswehr übernommen und war 1923 in der 5. Kompanie des 17. Infanterie-Regiments tätig. Ca. von 1928 bis 1931 führte er als Hauptmann (Beförderung am 1. März 1927) die 16. Kompanie seines Regiments.
Ab 1. Oktober 1938 war er als Oberstleutnant (Beförderung am 1. April 1937) Kommandeur des III. Bataillons im Infanterie-Regiment 119 der 25. Infanterie-Division in Stuttgart. In dieser Stellung verblieb Sievers über den Beginn des Zweiten Weltkriegs bis zum 1. November 1939. Er übernahm mit der Aufstellung des Infanterie-Regiments 168 unter der 82. Infanterie-Division und wurde in dieser Position am 1. April 1940 Oberst. Mit der Division kam das von ihm geführte Regiment im Zuge des Westfeldzugs nach Frankreich und später als Besatzungstruppenteil in die Niederlande. Im Sommer 1942 kam das Regiment an die Ostfront und erhielt hier im Oktober 1942 die Umbenennung in das Grenadier-Regiment 168. Am 1. März 1943 gab er das Kommando ab, erhielt zehn Tage später das Deutsche Kreuz in Gold und wurde am 15. Mai 1943 Kommandeur der Infanterieschulen IV für Fahnenjunker in Metz. Vom 22. August bis 23. September 1943 war er mit der Führung der 321. Infanterie-Division beauftragt.
Am 1. Oktober 1943 erfolgte seine Beförderung zum Generalmajor. Vom 5. November 1943 – Anfang des Monats war die Division von der Luftwaffe zum Heer überführt worden – bis zur Auflösung der kurz vorher zerschlagenen Division am 30. Juli 1944 war er Kommandeur der 16. Luftwaffen-Felddivision. Die Division wurde während der Schlacht um Caen aufgerieben. Anschließend war er bis Ende September 1944 Kommandeur der 719. Infanterie-Division. Am 1. Oktober 1944 wurde er Generalleutnant. Für seine Führung der 719. Infanterie-Division wurde er am 18. November 1944 mit dem Ritterkreuz des Eisernen Kreuzes ausgezeichnet.
Danach wurde er an das Reichskriegsgericht zur Verwendung als Offiziersrichter bestimmt. An diesem lässt sich seine Teilnahme an mehreren Todesurteilen von Januar bis März 1945 unter Generalrichter Erich Lattmann nachweisen. Am 11. Januar 1945 gegen den Bausoldaten Anton Brezina wegen „Vorbereitung zum Hochverrat“ und am 4. März 1945 gegen den Schützen Johannes Hübner wegen „Fahnenflucht“. Ebenfalls am 7. März war Sievers am Todesurteil gegen Generalmajor Botho Henning Elster beteiligt, der zur militärischen Opposition zählte und im September 1944 in Mittelfrankreich in aussichtsloser Lage kapituliert hatte. Das in Abwesenheit gefällte Urteil hielt ihm „falsch verstandene und gefährliche Menschlichkeit“ vor.